# Alain Pompidou
Alain Pompidou (ur. 5 kwietnia 1942 w Paryżu, zm. 12 grudnia 2024) – francuski naukowiec, nauczyciel akademicki i polityk, profesor, poseł do Parlamentu Europejskiego III i IV kadencji, w latach 2004–2007 prezes Europejskiego Urzędu Patentowego.

## Życiorys
Adoptowany syn Georges’a Pompidou i jego żony Claude Pompidou. Był żonaty, miał troje dzieci.
Z wykształcenia doktor nauk medycznych i biologicznych, absolwent Uniwersytetu Paryskiego. Od 1974 do 2004 pracował jako profesor histologii, embriologii i cytogenetyki, zawodowo związany z wydziałem medycyny Université de Paris V. Był też ordynatorem i dyrektorem w grupie szpitalnej Saint-Vincent-de-Paul-La Roche-Guyon. Zajmował się działalnością doradczą w ramach krajowych i międzynarodowych instytucji (w tym WHO i UNESCO), od 1986 do 1997 pełnił funkcję specjalnego konsultanta francuskiego premiera, a także ministrów nauki oraz zdrowia.
Politycznie był związany z gaullistowskim Zgromadzeniem na rzecz Republiki. W latach 1989–1999 przez dwie kadencje sprawował mandat eurodeputowanego. Następnie do 2004 zasiadał w pełniącej funkcje doradcze francuskiej Radzie Gospodarczej i Społecznej jako rzecznik ds. badań naukowych. Współzałożyciel Francuskiej Akademii Technologii (2000), zajmował w niej stanowiska wiceprzewodniczącego i (od 2009 do 2010) przewodniczącego. W latach 2004–2007 kierował Europejskim Urzędem Patentowym, następnie do 2009 był doradcą prezesa Centre national de la recherche scientifique. Był wiceprzewodniczącym (2004–2009) i przewodniczącym (2009–2011) działającej w ramach UNESCO Światowej Komisji ds. Etyki Wiedzy Naukowej i Technologii (COMEST). Powoływany także m.in. w skład organów nadzorczych Centre Georges Pompidou.

## Odznaczenia
- Oficer Legii Honorowej[4]
- Oficer Orderu Narodowego Zasługi[4]
- Kawaler Palm Akademickich[4]